# キアラン・ハーン
キアラン・ハーン（Ciaran Hearn、1985年12月30日 - ）は、カナダの元ラグビー選手。

## プロフィール
- カナダ・コンセプションベイサウス出身。
- ポジションはウィング(WTB)、センター(CTB)、フルバック(FB)。
- 身長 190cm、体重 100kg
- U20カナダ代表に選ばれたことがある[1]。
- カナダ代表通算キャップ数は73でワールドカップ2011・2015・2019のカナダ代表に選ばれた[2]。
- 7人制カナダ代表にも選ばれたことがある[3]。

## 略歴
ザ・ロック、ロンドン・アイリッシュを経て、2020年、オールドグローリーDCに加入。
2021年、現役を引退した。